# Старково (Гусь-Хрустальный район)
Старково — деревня в Гусь-Хрустальном районе Владимирской области России, входит в состав Демидовского сельского поселения.

## География
Деревня расположена в 4 км на юг от центра поселения деревни Демидово и в 43 км на юго-запад от Гусь-Хрустального.

## История
В XIX — начале XX века деревня входила в состав Демидовской волости Касимовского уезда Рязанской губернии, с 1926 года — в составе Палищенской волости Гусевского уезда Владимирской губернии. В 1859 году в селе числился 61 двор, в 1905 году — 169 дворов, в 1926 году — 206 дворов.
С 1929 года деревня являлась центром Старковского сельсовета Гусь-Хрустального района, с 1935 года — в составе Овинцевского сельсовета Курловского района, с 1963 года — в составе Гусь-Хрустального района, с 1977 года — в составе Демидовского сельсовета, с 2005 года — в составе Демидовского сельского поселения.

## Население
| 1859 | 1897 | 1905  | 1926  | 2002 | 2010 | 2021 |
| ---- | ---- | ----- | ----- | ---- | ---- | ---- |
| 526  | ↗934 | ↗1119 | ↘1035 | ↘87  | ↘45  | ↗75  |